# Юнусова Гульфія Азнагулівна
Гульфія Азнагулівна Юнусова (Ідельбаєва) (башк. Гөлфиә Аҙнағол ҡыҙы Юнысова (Иҙелбаева); нар. 10 вересня 1948) — башкирська поетеса і перекладачка, драматург, журналіст. Член Спілки письменників Республіки Башкортостан (1974), член Спілки журналістів Республіки Башкортостан (1979). Народний поет Башкортостану (2015).

## Біографія
Юнусова Гульфія Азнагулівна народилася 10 вересня 1948 року в селі Саришево Альшеєвського району Башкирської АРСР. Після закінчення Раєвської середньої школи, вступила на філологічний факультет Башкирського державного університету.
У 1971 році закінчила Башкирський державний університет.
З 1970 року працювала викладачем в Сібайському педагогічному училищі.
З 1973 року є співробітником відділу літератури та культури газети «Совет Башҡортостаны».
З 1974 року працює в журналі «Піонер» на посаді літературного працівника.
У 1978-1999 рр., протягом більше 20 років, була головним редактором журналу «Башҡортостан ҡыҙы». Одночасно у 1990-1993 рр. була співголовою Союзу російських жінок, а у 2003-2004 рр. — голова Товариства башкирських жінок Республіки Башкортостан. Тричі обиралася депутатом Уфимської міської ради, була депутатом Верховної Ради РРФСР XII скликання та депутатом державних Зборів — Курултаю Республіки Башкортостан II скликання.

## Творча діяльність
В 1969 році був виданий перший збірник віршів Гульфії Юнусової — «Миңә бари өс кенә» («Мені лише три рочки»).
У творах для дітей, які увійшли до збірки «Зәңгәр тубым» (1971; «Блакитний мій м'ячик»), «Будинки посміхаються» (1980), «Һандуғас моңо» (1998; «Пісня соловейка»), «Йәйғор» (2003; «Веселка») та інші, Гульфія Азнагулівна описуючи навколишній світ дітей, виступає як знавець дитячої психології. Пізніше вірші поетеси увійшли до збірки «Буҙ турғай йыры» (1983; «Пісня жайворонка»), «Өмөтөмдән юғалма» (1990; «Не зникай в надії»), «Аҡ ямғыр» (1998; «Білі дощі»).
Твори поетеси перекладедені на 25 мов (азербайджанська, білоруська, грузинська, каракалпацька, російська, фінська, японська та інші). Сама поетеса займалася перекладами на башкирську мову віршів К.Ш. Кулієва, О.П. Філіпова та інших.
На вірші Гульфії Юнусової композиторами Н.А. Даутовым, С.А. Нізаметдіновим, Н. Х. Сахаутдіновою та іншими написані понад 300 ліричних і дитячих пісень, деякі з яких вийшли трьома окремими збірниками з нотами під назвами «Пісня соловейка», «Зміна» і «Сто пісень для дітей». Також випущені аудіокасети з піснями на її вірші. Музична комедія Гульфії Азнагулівни — «Осоп булмай ҡанатһыҙ» («Без крил не злетіти») поставлена Сібайським драматичним театром.

## Книги
- Праздник памяти: стихи / Г. Юнусова ; [ред. С. Воробьев]. — Уфа: Башк. кн. изд-во, 1986. — 88 с.
- Солнечный остров: избр. стихи / Г. А. Юнусова ; [сост. А. Филиппов]. — Уфа : [Полиграфиздат], 1998.  — 272 с.
- Наша песня: стихи. М., 1986.
- Надежда: стихотворения. М., 1988.
- Һайланма әҫәрҙәр. 2 томда. 1‑се т. Шиғырҙар, йырҙар. Өфө, 2011.

## Нагороди та звання
- орден «Знак Пошани» (16.11.1984)
- Заслужений працівник культури Російської Федерації (6.06.2005)
- Заслужений працівник культури Башкирської АРСР (1989)
- Премія Республіки Башкортостан імені Акмулли (2000)
- Відмінник освіти Республіки Башкортостан (2000)
- Почесна грамота Республіки Башкортостан[3];
- Державна премія Республіки Башкортостан імені Хадії Давлетшиної (2006).
- Народний поет Башкортостану (2015).